# Barnaby Rudge
Barnaby Rudge, subtitulada A Tale of the Riots of Eighty [Relat dels disturbis de l'any 80], és una novel·la històrica de l'escriptor anglés Charles Dickens. Barnaby Rudge fou una de les dues úniques novel·les (l'altra era La botiga d'antiguitats) que publicà l'autor en el seu setmanari anomenat Master Humphrey's Clock, que només aparegué en el període 1840-41. Barnaby Rudge està ambientada en els Gordon Riots, avalots anticatòlics en l'Anglaterra del 1780.

## Valoracions
Barnaby Rudge fou la seua cinquena novel·la publicada. S'havia previst inicialment que aparegués en primer lloc, però els canvis d'editor l'endarreriren, i isqué en forma de fulletó en el citat setmanari, el Clock, de febrer a novembre de 1841.
Fou el primer intent per part de l'autor de practicar la novel·la històrica; només publicà una altra novel·la d'aquest tipus: Història de dues ciutats, també ambientada en temps de revolució. És una de les seues novel·les menys valorades i rares vegades ha estat adaptada al cinema o la televisió. La darrera adaptació en fou per a una sèrie televisiva de la BBC, en els anys 60. Molt abans se n'havia filmat una pel·lícula muda, estrenada el 1915.
El final de la trama, d'extrema complexitat —amb antics assassinats per desvetllar i garbulls familiars, barrejats amb revoltes socials—, per lleus indicis, fou anunciat públicament per l'escriptor nord-americà Edgar Allan Poe, que n'havia seguit els primers lliuraments al seu país. Això cridà en gran manera l'atenció de Dickens, i tots dos escriptors acabaren escrivint-se amistosament.
El corb xerraire que apareix en la novel·la, anomenat Grip, inspirà Poe per al seu poema més reeixit, "El corb". Poe havia escrit una ressenya sobre Barnaby Rudge per a la Graham's Magazine i hi afirmava, entre altres coses, que el corb hauria d'haver tingut un contingut més simbòlic i profètic dins la trama. Al final del cinqué capítol, Grip fa un soroll i algú pregunta: «Què ha estat això; ell tocant a la porta?» La resposta és: «Ha estat algú colpejant suaument la persiana». En aquesta ressenya, Poe escrigué sobre Barnaby Rudge i sobre Dickens:
| « | L'anglés de Mr. Dickens és normalment pur. El seu error més notable consisteix a usar l'adverbi "directly" en el sentit de "as soon as" ["directament" per "tan aviat com"]. […] Crida l'atenció que un estilista tan original com el nostre autor incorra ocasionalment en una grossa imitació del que ja ho és en si. […] No creiem que l'obra que ressenyem siga comparable a la que la precedí: però davant de molt poques se'n pot considerar inferior. […] Ens sembla que si aquesta obra de ficció, com qualsevol de les obres anàlogues del Sr. Dickens, es funda en l'excitació i el manteniment de la curiositat, això constitueix per part de l'escriptor una mala interpretació de les seues grandíssimes tot i que peculiars possibilitats. És clar que ha fet bé la seua tasca -faria bé qualsevol cosa, en comparança amb la multitud vulgar dels seus coetanis-, però no ho ha fet tan acabadament com la seua elevada i justa reputació demanaria. […] Les característiques del seu estil haurien d'induir-lo, naturalment, a l'estil narratiu més fluid i senzill. En contes de desplegament ordinari pot regnar i regnarà molt de temps sense rival.. | » |

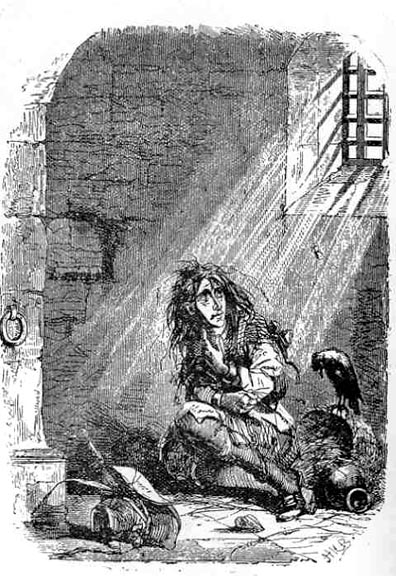
Barnaby a la presó de Newgate, pe Phiz

El crític i biògraf britànic Peter Ackroyd escrigué al 2005, amb motiu d'una important reedició de l'obra: «La novel·la no tingué tan gran èxit com la seua predecessora immediata, La botiga d'antiguitats, però, en perspectiva, resisteix bé la comparació. És una de les novel·les menys valorades, però més gratificants, de Dickens. Amb la seua representació comprensiva del jove dement Barnaby, i de la seua evocació d'un Londres turbulent, transcendeix les fronteres habituals de la novel·la històrica i es converteix en una bona escenificació de la feblesa humana i el poder comunitari».